# Oh, Yeah!
Pour plus de détails, voir Fiche technique et Distribution.
Oh, Yeah! est un film américain pré-Code réalisé par Tay Garnett, sorti en 1929. Il a été réalisé lors de la période de transition vers le cinéma sonore.

## Synopsis
Dude et Dusty, deux vagabonds, arrivent à Linda, une ville ferroviaire, dans un train de marchandises, précédés par les escrocs Hot Foot et Pop Eye. Dude rencontre Pinkie, qui dirige le camp. Puis Dusty rencontre The Elk, une serveuse qui le regarde avec admiration. Dude sauve un enfant d'un accident, ce qui augmente son prestige auprès de The Elk, mais Dude et Dusty perdent tous deux leurs gains dans un jeu de dés contre Splinters, qui se fait lui-même voler son argent.

## Fiche technique
- Réalisation : Tay Garnett
- Scénario : Tay Garnett, James Gleason, d'après No Brakes de A.W. Somerville
- Photographie : Arthur C. Miller
- Musique : George Green, George Waggner[2]
- Montage : Claude Berkeley
- Genre : Comédie[3], Comédie dramatique[4]
- Production : Pathé Exchange
- Durée : 74 minutes
- Date de sortie : 19 octobre 1929

## Distribution
- Robert Armstrong : Dude Cowan
- James Gleason : Dusty Reilly
- Patricia Caron : Pinkie
- Zasu Pitts : The Elk
- Budd Fine : Pop Eye
- Frank Hagney : Hot Foot
- Harry Tyler : Splinters

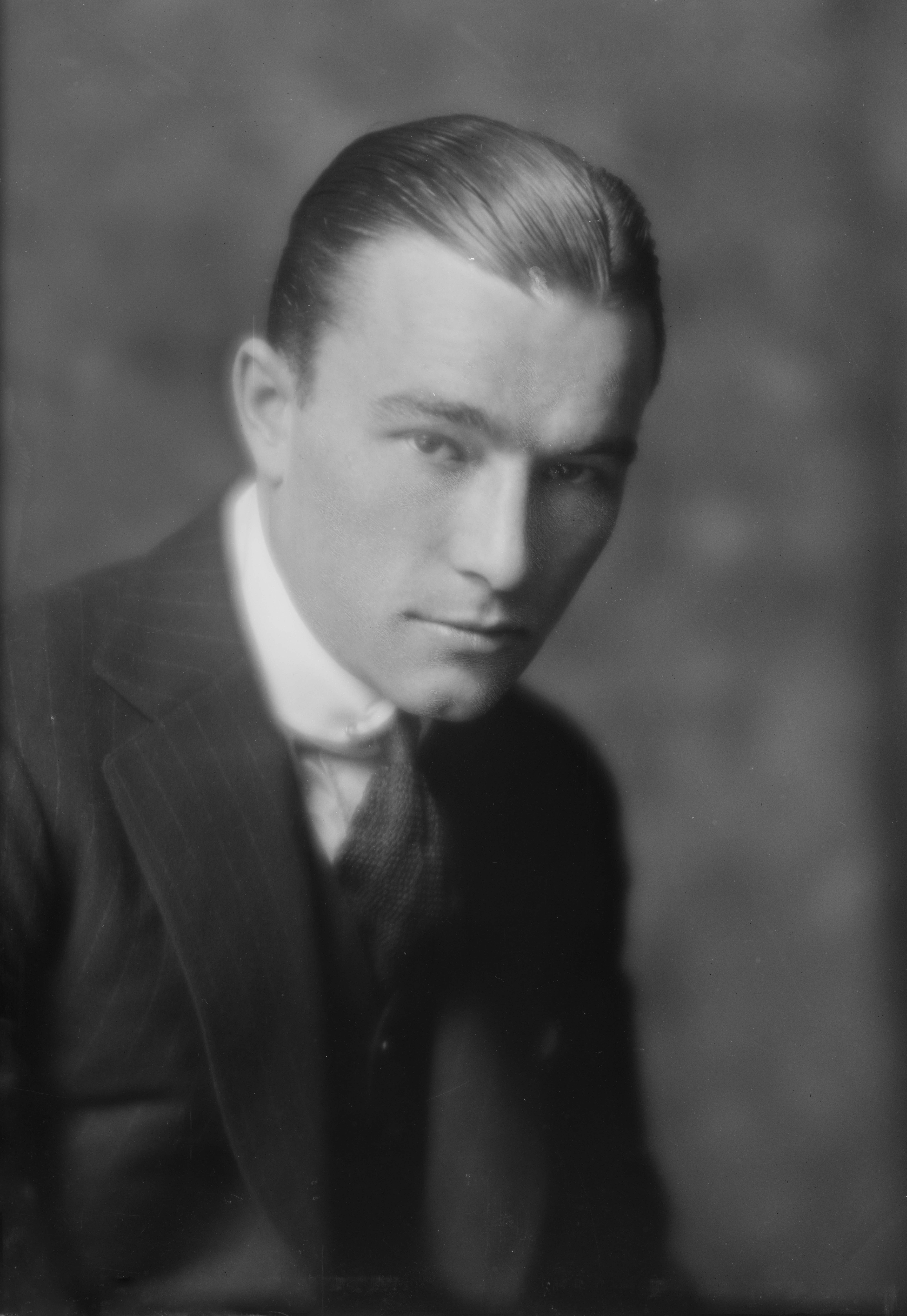
L'acteur Robert Armstrong.

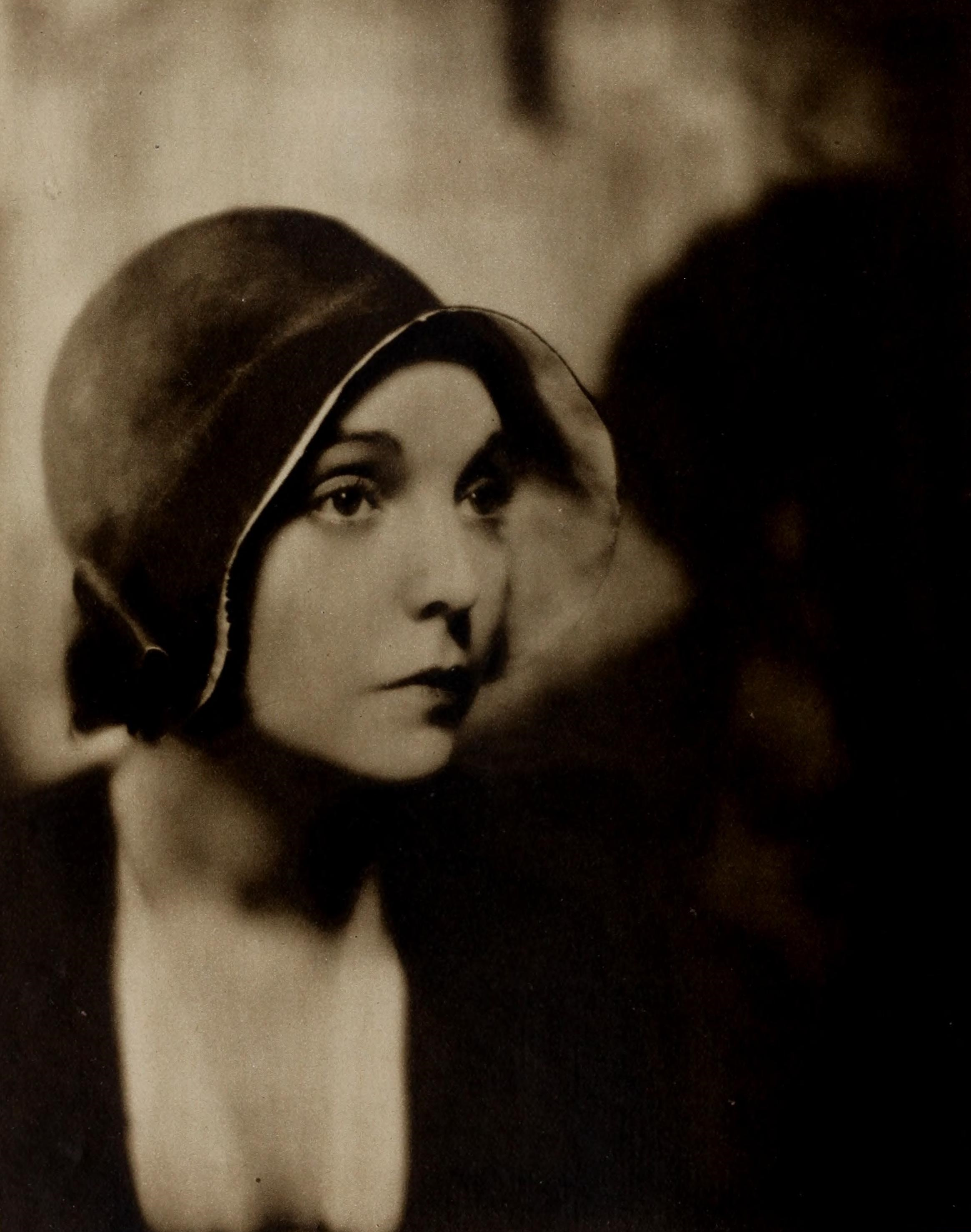
L'actrice Zasu Pitts en 1930.

- Paul Hurst : Railroad-Yard Superintendent
- Bobby Dunn : Railroad Man at Bonfire